# Brett Anderson (musiker)
Brett Elizabeth Anderson (Donna A), född 30 maj 1979 i Bloomington, Indiana är en amerikansk musiker. Hon växte upp i Palo Alto, Kalifornien och är sångare i rockbandet The Donnas.

## Diskografi
Album med The Donnas
- 1998 – The Donnas
- 1998 – American Teenage Rock 'n' Roll Machine
- 1999 – Get Skintight
- 2001 – Turn 21
- 2002 – Spend the Night
- 2004 – Gold Medal
- 2007 – Bitchin'
- 2009 – Greatest Hits Vol. 16